# Miloš Milošević
Miloš Milošević (* 10. Mai 1972 in Split) ist ein ehemaliger kroatischer Schwimmer. Er gewann bei Weltmeisterschaften eine Goldmedaille auf der 25-Meter-Bahn. Bei Europameisterschaften auf der 50-Meter-Bahn erschwamm er eine Silber- und eine Bronzemedaille. Hinzu kamen auf der 25-Meter-Bahn je zweimal Gold und Silber sowie viermal Bronze. Er war Spezialist im Schmetterlingsschwimmen.

## Sportliche Karriere
Der 1,87 Meter große Miloš Milošević begann in seiner Heimatstadt bei Mornar Split und schwamm dann für Jadran Splot, später wechselte er zu Primorje Rijeka.
1992 bei den Sprinteuropameisterschaften in Espoo erkämpfte Milošević die Bronzemedaille über 50 Meter Schmetterling hinter dem Briten Mark Foster und dem Deutschen Dirk Vandenhirtz. Im Juni 1993 bei den Mittelmeerspielen in Languedoc-Roussillon siegte Milošević über 100 Meter Schmetterling vor den Franzosen Bruno Gutzeit und Franck Esposito. Die kroatische 4-mal-100-Meter-Freistilstaffel mit Alen Lončar, Miloš Milošević, Tomislav Karlo und Marijan Kanjer belegte den vierten Platz. Bei den Europameisterschaften 1993 in Sheffield gewann Milošević die Bronzemedaille über 100 Meter Schmetterling hinter dem Polen Rafał Szukała und dem Russen Denis Pankratow. Ende 1993 wurde die kroatische 4-mal-50-Meter-Freistilstaffel mit Miloš Milošević, Marijan Kanjer, Alen Lončar und Miroslav Vučetić Dritte bei den Sprinteuropameisterschaften in Gateshead. Einen Monat später fanden in Palma de Mallorca die ersten Kurzbahnweltmeisterschaften statt. Miloš Milošević gewann den Titel über 100 Meter Schmetterling vor Mark Henderson aus den Vereinigten Staaten und Rafał Szukała. Die kroatische 4-mal-100-Meter-Freistilstaffel belegte den sechsten Rang. 1994 fanden die Weltmeisterschaften in Rom statt. Milošević wurde Vierter über 100 Meter Schmetterling in 53,84 Sekunden, der drittplatzierte Pankratow schlug nach 53,68 Sekunden an. Sowohl mit der 4-mal-100-Meter-Freistilstaffel als auch mit der 4-mal-100-Meter-Lagenstaffel verfehlte Milošević den Finaleinzug. Ende 1994 bei den Sprinteuropameisterschaften in Stavanger gewann Milošević Bronze mit der 4-mal-50-Meter-Freistilstaffel und mit der 4-mal-50-Meter-Lagenstaffel. Ende 1995 erreichte Milošević bei den Kurzbahnweltmeisterschaften in Rio de Janeiro mit drei Staffeln das Finale.
1996 bei den Olympischen Spielen in Atlanta erreichte die kroatische 4-mal-100-Meter-Freistilstaffel mit Marijan Kanjer, Alen Lončar, Miloš Milošević und Miroslav Vučetić die 14. Vorlaufzeit unter 19 Staffeln. Die 4-mal-100-Meter-Lagenstaffel mit Krešimir Čač, Tomislav Karlo, Miloš Milošević und Miroslav Vučetić wurde 16. unter 25 Staffeln. Über 100 Meter Schmetterling schwamm Milošević die 23. Vorlaufzeit unter 58 Teilnehmern. 1997 bei den Mittelmeerspielen in Bari schwamm Milošević über 100 Meter Freistil auf den siebten Platz. Über 100 Meter Schmetterling erkämpfte er Silber hinter Franck Esposito. Zudem wurde er Fünfter mit der 4-mal-100-Meter-Freistilstaffel und Vierter mit der Lagenstaffel. Im Dezember 1998 fanden in Sheffield die Kurzbahneuropameisterschaften 1998 statt. Milošević siegte über 50 Meter Schmetterling und stellte dabei mit 23,30 Sekunden einen neuen Weltrekord auf. 1999 bei den Europameisterschaften in Istanbul wurden erstmals Entscheidungen über die 50-Meter-Distanzen ausgetragen. Über 50 Meter Schmetterling erschwamm Milošević die Silbermedaille hinter dem Niederländer Pieter van den Hoogenband. Bei den Kurzbahneuropameisterschaften in Lissabon schlug Milošević in 23,35 Sekunden zeitgleich mit dem Schweden Lars Frölander an, beide erhielten eine Goldmedaille.
Im März 2000 bei den Kurzbahnweltmeisterschaften in Athen erreichte Milošević den fünften Platz über 50 Meter Schmetterling und den sechsten Platz mit der 4-mal-100-Meter-Lagenstaffel. Bei den olympischen Schwimmwettbewerben in Sydney belegte die kroatische Lagenstaffel mit Gordan Kožulj, Vanja Rogulj, Miloš Milošević und Duje Draganja den 14. Platz. Im Jahr darauf bei den Mittelmeerspielen 2001 in Tunis siegte die italienische 4-mal-100-Meter-Lagenstaffel vor Marko Strahija, Vanja Rogulj, Miloš Milošević und Ivan Mladin. Im April 2002 wurde Milošević bei den Kurzbahnweltmeisterschaften in Moskau Fünfter über 50 Meter Schmetterling. Im Dezember bei den Kurzbahneuropameisterschaften in Riesa gewann Milošević seine letzte internationale Medaille, als er über 50 Meter Schmetterling Zweiter hinter dem Finnen Jere Hård wurde.